# 好媽媽

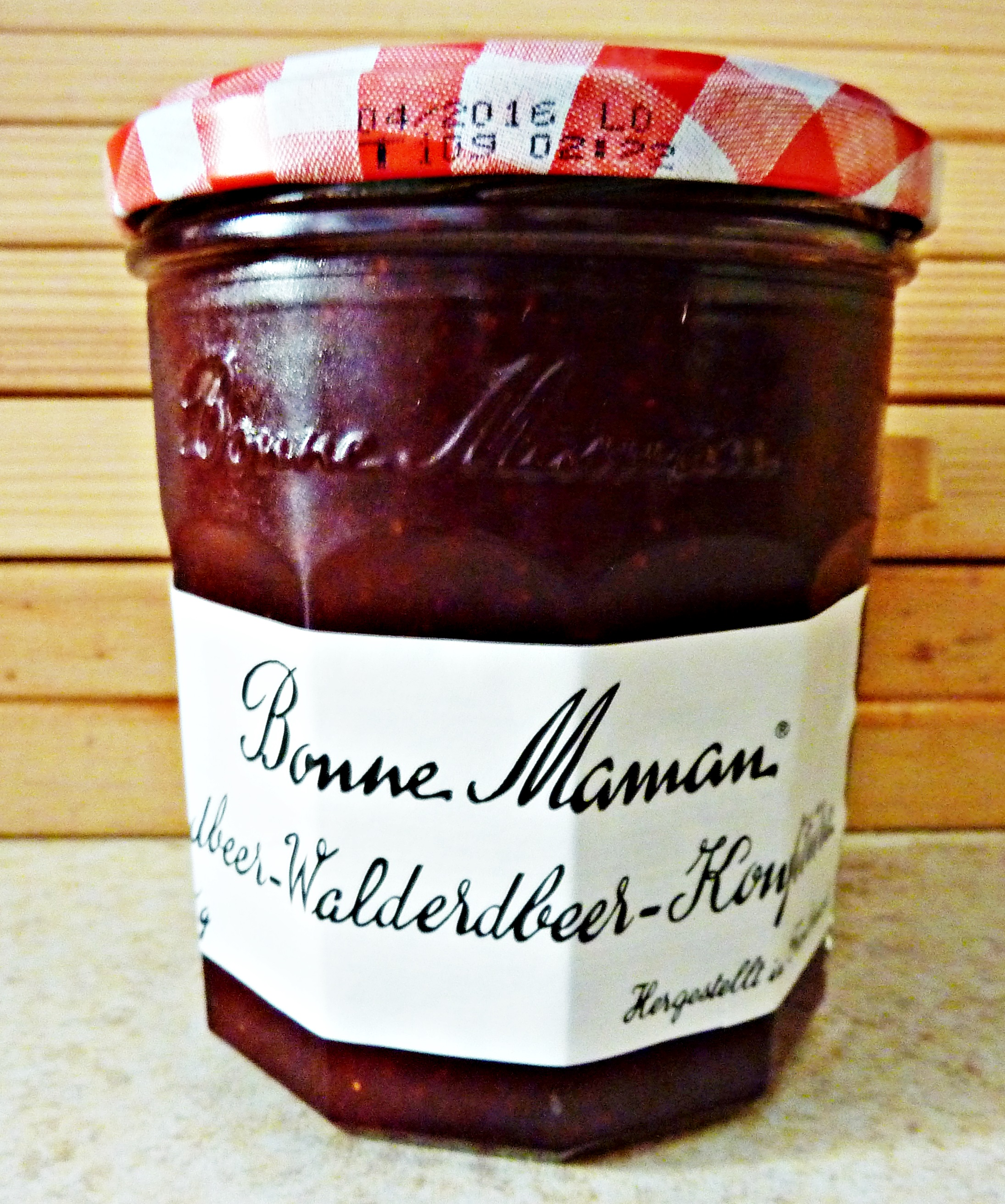
Bonne maman罐装果酱

（法語：Bonne maman），法國果醬與甜點品牌，1971年創立，法國安德魯集團旗下品牌。主要產品有果醬、蛋糕、優格、甜點、餅乾等，於法國各式賣場、超市販售，亦可由網路上購買，并出口至全球90多个国家。

## 外部連結
- 官方网站（法文）
- 巧婆婆Bonne Maman（页面存档备份，存于）（简体中文）
- Bonne Maman簡介 （页面存档备份，存于）（英文）